# Pokémon XD: Tempestad Oscura
Pokémon XD: Tempestad Oscura (Título original Pokémon XD: Gale of Darkness) es un videojuego de la franquicia Pokémon, para la videoconsola GameCube siendo la continuación directa de Pokémon Colosseum, a su vez pseudo-secuela de los Pokémon Stadium de Nintendo 64. El "XD" del título significa Xtra Dimension (Dimensión Extra).
Pokémon XD: Tempestad Oscura es muy similar a Pokémon Colosseum porque el jugador tiene que cumplir objetivos distintos a los de los videojuegos principales de Pokémon, como arrebatar Pokémon a la banda de delincuentes Cífer, que han convertido a los Pokémon en seres malignos que han cerrado el corazón. La misión del protagonista del juego es recuperarlos mediante un aparato especial llamado Pokécepo y devolverlos a su estado natural "purificándolos" mediante varios requisitos. El juego cuenta con un modo independiente de la historia principal donde se puede transportar a los Pokémon de los videojuegos de Game Boy Advance (Pokémon Rubí, Zafiro, Esmeralda, Rojo Fuego y Verde Hoja) para hacerlos batallar en un modo multijugador entre ellos o contra equipos del propio Pokémon XD.

## Accesorios
El juego no incluye accesorios

## Nombre de las versiones
- Japonés: ポケモンXD: 闇の旋風ダーク・ルギア;

Romaji, Pokémon XD: Yami no Kaze Dark Lugia
- Inglés: Pokémon XD: Gale of Darkness
- Alemán: Pokémon XD: Der Dunkle Sturm
- Francés: Pokémon XD: Le Souffle des Ténèbres
- Italiano: Pokémon XD: Tempesta Oscura
- Español: Pokémon XD: Tempestad Oscura

## Lista de ataques oscuros
El listado de movimientos oscuros ha aumentado de uno a más de una decena, de Pokémon Colosseum a este Pokémon XD. Los ataques oscuros son muy efectivos para cualquier tipo de pokémon, excepto a otro pokémon oscuro hasta que este sea purificado.A continuación el listado de los ataques oscuros de Pokémon XD: Tempestad oscura:
| Ataque (español) | Ataque (inglés) | Poder y precisión  | Descripción |
| ---------------- | --------------- | ------------------ | --- |
| Carga oscura     | Shadow Rush     | Poder 55 Prec 100% | Golpea a un rival |
| Vigor oscuro     | Shadow Blitz    | Poder 40 Prec 100% | Golpea a un rival |
| Onda oscura      | Shadow Wave     | Poder 50 Prec 100% | Golpea a los dos rivales |
| Rabia oscura     | Shadow Rave     | Poder 70 Prec 100% | Golpea a un rival |
| Mitad oscura     | Shadow Half     | Poder - Prec 100   | Quita la mitad de PS máximos a todos los combatientes en escena, incluyendo usuario. Pierde un turno después.                                                  |
| Cielo oscuro     | Shadow Sky      | Poder - Prec 100%  | Golpea a todos los combatientes exceptuando a los pokémon oscuros durante 5 turnos quitándole un 1/16 de PS máximos en cada uno, sino hay un cambio climático. |
| Bruma oscura     | Shadow Mist     | Poder - Prec 100%  | Le baja mucho la evasión a los dos rivales |
| Muda Oscura      | Shadow Shed     | Poder - Prec 100%  | Tumba reflejo, pantalla luz y velo sagrado. |
| Traba oscura     | Shadow Hold     | Poder - Prec 100%  | Evita la huida de ambos rivales, mientras no se vaya el agresor.                                                                                               |
| Miedo oscuro     | Shadow Panic    | Poder - Prec 60%   | Confunde a ambos rivales, no afecta a pokémon con la habilidad insonorizar.                                                                                    |
| Ocaso Obscuro    | Shadow Down     | Poder - Prec 100%  | Baja mucho la defensa de ambos rivales |
| Tifón obscuro    | Shadow Storm    | Poder 95 Prec 100% | Golpea a ambos rivales |
| Brío oscuro      | Shadow Break    | Poder 70 Prec 100% | Golpea a un rival |
| Fin oscuro       | Shadow End      | Poder 120 Prec 60% | El agresor recibe la mitad del daño producido al rival |
| Hielo oscuro     | Shadow Chill    | Poder 75 Prec 100% | Puede en un 10% de posibilidad de congelar al rival. |
| Fuego oscuro     | Shadow Fire     | Poder 75 Prec 100% | Puede en un 10% de posibilidad de quemar al rival. |
| Rayo oscuro      | Shadow Bolt     | Poder 75 Prec 100% | Puede en un 10% de posibilidad de paralizar al rival. |
| Soplo obscuro    | Shadow Blast    | Poder 80 Prec 100% | Golpea a un rival |